# 한국언론사협회
한국언론사협회는 2011년 4월 15일 사)한국언론사협회 창립준비위원회 및 발기인대회를 개최하고 동년 6월 8일 신문, 방송, 잡지 등 50여 언론사가 참여하여 설립되었다. 2015년 2월 현재 국내외 120여 언론사가 회원사로 참여하고 있다.
초대 이사장으로 최종옥 대표가 선출됐다. 주요 설립목적으로 언론인들의 친목 및 복지후생증진과 언론문화 창달 그리고 국민의 알권리와 공익보도, 언론주권 실현, 언론인의 자질향상과 권익보호, 회원 간의 상호발전에 힘쓰며, 민주주의 발전과 언론자유를 위해 노력한다. 또한 지역갈등 해소, 조국의 평화통일과 민족동질성 회복을 위해 노력하며, 공정한 사회가 되도록 소외계층을 위한 나눔 문화에 힘쓰며, 나아가 국제 언론인과의 연대를 늘리고 상호 돕는데 목적을 둔다.